# TangoVia Buenos Aires
TangoVia Buenos Aires è un'associazione civile senza scopo di lucro che, dal 2002, raggruppa artisti, ricercatori, produttori ed istituzioni culturali al fine di preservare, sviluppare e diffondere l'arte del tango a Buenos Aires e nel mondo.
Secondo TangoVia Buenos Aires il tango è una creatura viva, un'arte in movimento. Per questo la sua attività principale consiste nell'elaborare ed eseguire progetti di preservazione ed educazione collegati al tango, con un'enfasi particolare sul recupero di partiture originali, registrazioni, filmati e ogni tipo di patrimonio storico legato a questo genere.
TangoVia Buenos Aires si occupa inoltre della realizzazione di festival, stagioni artistiche, libri e strumenti educativi, documentari e dischi.
TangoVia Buenos Aires può contare sull'appoggio di numerose istituzioni pubbliche e private, sia argentine che straniere.

## Insegnamento
Ideata da Ignacio Varchausky, che ne è anche il direttore artistico, l'Orquesta Escuela de Tango Emilio Balcarce è un'iniziativa pedagogica creata nel 2000 dal Ministero della Cultura del Governo della Città di Buenos Aires e dipendente dalla Direzione di Musica della stessa città.
Questo progetto intende favorire l'incontro di generazioni diverse di musicisti, rendendo possibile la trasmissione del patrimonio culturale dei grandi maestri. Gli studenti hanno l'opportunità di eseguire gli arrangiamenti originali delle orchestre degli anni quaranta e cinquanta del secolo scorso, imparandoli direttamente dalle mani dei musicisti di quell'epoca che sono tuttora in attività.
La ricchezza del linguaggio del tango strumentale incontra la sua massima espressione nell'orchestra tipica. La “típica” è la formazione più caratteristica e rappresentativa della cosiddetta “epoca d'oro” del tango, quella che va dal 1937 al 1955.
Naturale continuazione dei famosi sestetti degli anni 20 e 30, l'orchestra tipica è formata da 3 o più bandoneón, 3 o più violini, pianoforte, contrabbasso e, spesso, anche da viola e violoncello. Durante il primo dei due anni di corso presso l'Orquesta Escuela de Tango Emilio Balcarce si studiano 7 stili.
Dalla sua creazione, l'orchestra è stata diretta dal leggendario compositore, arrangiatore, direttore d'orchestra, bandoneonista e violinista Emilio Balcarce. A partire dal 2007 questo compito viene svolto da Néstor Marconi, uno dei bandoneonisti più celebri del mondo, che, a fronte di una prestigiosa carriera nel tango, ha suonato anche con i celebri Yo-Yo Ma e Martha Argerich.
La creazione e lo sviluppo del programma educativo incentrato sull'Orquesta Escuela de Tango Emilio Balcarce sono stati documentati nel film “Si sos brujo: una historia de tango” (2005), diretto da Caroline Neal e coprodotto da TangoVia Buenos Aires.

## Conservazione
Uno degli obiettivi fondamentali di TangoVia Buenos Aires è la conservazione del patrimonio culturale del tango. A stretto contatto con collezionisti e storici, l'associazione sta lavorando alla creazione dell'Archivio Digitale del Tango, digitalizzando e restaurando dischi in gommalacca a 78 giri, LP, nastri, dischi in acetato e materiale audiovisivo. Il progetto è unico e senza precedenti nel suo genere.
Grazie ad uno scrupoloso lavoro di recupero, l'archivio delle partiture conta oggi oltre 700 arrangiamenti originali per orchestra tipica ed oltre 600 per bandoneón solista, tra le altre formazioni strumentali. Un'équipe specializzata lavora giornalmente alla sua espansione.
L'archivio è consultato costantemente da studiosi provenienti da tutto il mondo e alimenta i leggii dell'Orquesta Escuela de Tango Emilio Balcarce.

## Dischi e produzioni speciali
TangoVia Buenos Aires ha creato due collezioni – “El arte del bandoneón” e “El arte de la orquesta típica” – che si propongono di diffondere alcuni degli artisti più prestigiosi della nostra epoca. Il bandoneonista Julio Pane ha inaugurato la prima serie e Víctor Lavallén la seconda. La collezione prosegue con nuove produzioni di Néstor Marconi, Mi fueye querido di Leopoldo Federico, che vince il Grammy Latino 2009 come Miglior Album di Tango e con un disco contenente brani inediti di Horacio Salgán.
La diffusione di musicisti nuovi è una delle priorità di TangoVia Buenos Aires. L'associazione ha prodotto concerti e festival in varie città del mondo, comprese le oltre cento repliche del ciclo “Tango en vivo”, in collaborazione con la Radio de la Ciudad de Buenos Aires. Il meglio del ciclo è stato registrato in multitrack digitale e raccolto in un cofanetto di 5 dischi in coproduzione con EPSA Music.
Nel 2003 TangoVia ha creato inoltre la propria orchestra, la Gran Orquesta TangoVia Buenos Aires che raggruppa i musicisti di tango più importanti della nuova generazione, il cui direttore artistico è Ignacio Varchausky. A settembre 2008 la Gran Orquesta TangoVia Buenos Aires si è presentata all'Auditorium Parco della Musica di Roma, in occasione del Festival Buenos Aires Tango.
A dicembre 2004 TangoVia ha prodotto la Settimana del Tango presso il Teatro Coliseo di Buenos Aires, con la partecipazione dei musicisti Gustavo Beytelmann, Quinteto Ventarrón, Nicolás Ledesma, Orquesta El Arranque con Julio Pane, Mauricio Marcelli, Néstor Marconi e Raúl Garello tra gli altri. Nel 2005, TangoVia ha curato la produzione musicale dello spettacolo "Efecto Tango", rappresentato a Lione. 
TangoVia Buenos Aires ha inoltre prodotto le edizioni del 2003, 2006 e 2008 del Festival Buenos Aires Tango a Parigi, Teatro Nazionale Palais Chaillot ed entrambe le edizioni del 2006 e del 2008 del Festival Buenos Aires Tango a Roma, Auditorium Parco della Musica.